# Gerlach I di Nassau-Wiesbaden
Gerlach I di Nassau-Wiesbaden (1288 – 7 gennaio 1361) fu Conte di Nassau a Wiesbaden, Idstein, Weilburg e Weilnau.
Egli era figlio dell'Imperatore del Sacro Romano Impero Adolfo di Nassau-Weilburg e di Imagina di Isenburg-Limburg. Nel 1344 Gerlach abdicò in favore del figlio.

## Famiglia ed eredi
Gerlach si sposò due volte. La prima, nel, 1307 fu con Agnese d'Assia, figlia di Enrico d'Assia, figlio a sua volta del Langravio Enrico I d'Assia, da cui ebbe i seguenti eredi:
1. Adolfo I di Nassau-Wiesbaden-Idstein (1307–17 gennaio 1370, Idstein).
2. Giovanni I di Nassau-Weilburg (1309–20 settembre 1371, Weilburg).
3. Gerlach (1322–12 febbraio 1371, Aschaffenburg), Arcivescovo di Magonza.
4. Adelaide (m. 8 agosto 1344), sposò nel 1329 il Conte Ulrico III di Hanau.
5. Agnese, monaca al monastero di Klarenthal.
6. Elisabetta (ca. 1326–ca. 1370), sposata prima del 16 agosto 1326 con Ludovico di Hohenlohe.
7. Maria (d. 1366), sposata prima del 1336 con Corrado di Weinsberg.

In seconde nozze, il 4 gennaio 1337, Gerlach sposò Irmgarda di Hohenlohe-Weikersheim, figlia di Kraft II di Hohenlohe-Weikersheim, da cui ebbe i seguenti eredi:
1. Kraft di Nassau-Sonnenberg (m. dopo il 1361).
2. Roberto di Nassau-Sonnenberg (m. 4 settembre 1390).

## Ascendenza
|                               |   |                              | Genitori             |  |  | Nonni |  |  | Bisnonni            |  |  | Trisnonni             |  |
|                               |   |                              |                      |  |  |       |  |  | Enrico II di Nassau |  |  | Valderamo I di Nassau |  |
|                               |   |                              |                      |  |  |       |  |  | Enrico II di Nassau |  |  | Valderamo I di Nassau |  |
|                               |   | Cunegonda                    |                      |  |  |       |  |  | Enrico II di Nassau |  |  |                       |  |
| Valderamo II di Nassau        |   |                              |                      |  |  |       |  |  | Enrico II di Nassau |  |  |                       |  |
|                               |   | Matilde di Gheldria          | Ottone I di Gheldria |  |  |       |  |  |                     |  |  |                       |  |
|                               |   | Matilde di Gheldria          | Ottone I di Gheldria |  |  |       |  |  |                     |  |  |                       |  |
|                               |   | Matilde di Gheldria          | Riccarda di Baviera  |  |  |       |  |  |                     |  |  |                       |  |
| Adolfo di Nassau              |   | Matilde di Gheldria          |                      |  |  |       |  |  |                     |  |  |                       |  |
|                               |   | Diether IV di Katzenelnbogen | …                    |  |  |       |  |  |                     |  |  |                       |  |
|                               |   | Diether IV di Katzenelnbogen | …                    |  |  |       |  |  |                     |  |  |                       |  |
|                               |   | Diether IV di Katzenelnbogen | …                    |  |  |       |  |  |                     |  |  |                       |  |
| Adelaide di Katzenelnbogen    |   | Diether IV di Katzenelnbogen |                      |  |  |       |  |  |                     |  |  |                       |  |
|                               |   | …                            | …                    |  |  |       |  |  |                     |  |  |                       |  |
|                               |   | …                            | …                    |  |  |       |  |  |                     |  |  |                       |  |
|                               |   | …                            | …                    |  |  |       |  |  |                     |  |  |                       |  |
| Gerlach I di Nassau-Wiesbaden |   | …                            |                      |  |  |       |  |  |                     |  |  |                       |  |
|                               | … | …                            |                      |  |  |       |  |  |                     |  |  |                       |  |
|                               | … | …                            |                      |  |  |       |  |  |                     |  |  |                       |  |
|                               | … | …                            |                      |  |  |       |  |  |                     |  |  |                       |  |
| Gerlach I di Isenburg-Limburg | … |                              |                      |  |  |       |  |  |                     |  |  |                       |  |
|                               |   | …                            | …                    |  |  |       |  |  |                     |  |  |                       |  |
|                               |   | …                            | …                    |  |  |       |  |  |                     |  |  |                       |  |
|                               |   | …                            | …                    |  |  |       |  |  |                     |  |  |                       |  |
| Imagina di Isenburg-Limburg   |   | …                            |                      |  |  |       |  |  |                     |  |  |                       |  |
|                               |   | …                            | …                    |  |  |       |  |  |                     |  |  |                       |  |
|                               |   | …                            | …                    |  |  |       |  |  |                     |  |  |                       |  |
|                               |   | …                            | …                    |  |  |       |  |  |                     |  |  |                       |  |
| Imagina di Blieskastel        |   | …                            |                      |  |  |       |  |  |                     |  |  |                       |  |
|                               |   | …                            | …                    |  |  |       |  |  |                     |  |  |                       |  |
|                               |   | …                            | …                    |  |  |       |  |  |                     |  |  |                       |  |
|                               |   | …                            | …                    |  |  |       |  |  |                     |  |  |                       |  |
|                               |   | …                            |                      |  |  |       |  |  |                     |  |  |                       |  |